# (1088) Mitaka
(1088) Mitaka – planetoida z pasa głównego asteroid okrążająca Słońce w ciągu 3 lat i 98 dni w średniej odległości 2,2 au. Została odkryta 17 listopada 1927 roku w Tokyo Astronomical Observatory przez Okuro Oikawę. Nazwa planetoidy pochodzi od japońskiego miasta Mitaka, gdzie znajduje się Tokyo Astronomical Observatory. Przed nadaniem nazwy planetoida nosiła oznaczenie tymczasowe (1088) 1927 WA.